# Aconitum gayeri
Aconitum gayeri là một loài thực vật có hoa trong họ Mao lương. Loài này được Starmuhl mô tả khoa học đầu tiên năm 1996.